# Leo Rodriguez
Leo Rodriguez, nome artístico de Leandro Augusto da Silva (Descalvado, 10 de fevereiro de 1989), é um cantor e músico brasileiro. Ele tornou-se conhecido em 2012 com os hits "Atmosfera" e "Bara Bará Bere Berê".

## Biografia
Leo Rodriguez teve os primeiros contatos com a música através de seu avô, Sr. Brasilidio, que era violeiro e tinha uma dupla chamada "Nenê e Naná", nessa época a dupla participava de festivais e agradava o público de Areado, Alfenas e Alterosa, ambas cidades do estado de Minas Gerais. Foi ouvindo seu avô cantarolar e tocar viola que Leo começou a se interessar por instrumentos musicais.
Aos 10 anos, costumava acompanhar sua mãe à igreja só para esperar o culto acabar e poder tocar a bateria. Vendo o interesse do menino, sua mãe lhe deu uma bateria de presente. Leo diz que esse foi um momento mágico em sua vida, não largava a tal bateria nem mesmo para comer. Mas teve que abandonar o instrumento por reclamações da vizinhança.
Durante sua infância, seu tio Silvio Rodrigues, empresário musical, o levava para assistir shows de grandes duplas, como Edson e Hudson e Bruno e Marrone, com apenas 13 anos já se maravilhava com o palco, mas seu grande interesse era mesmo os instrumentos, em particular a bateria.
Seu tio mudou-se para São Paulo capital, e alguns meses depois descobriu o talento do sobrinho, enquanto o ouvia cantarolar com seu violão. Ao ouvir sua voz, Silvio não teve dúvidas, convidou o sobrinho para morar em São Paulo e começar a preparar-se para o sucesso.
Leo Rodriguez subiu ao palco como cantor pela primeira vez no dia 6 de setembro de 2009, através de um convite feito por Rud & Robson. Ele dividiu o palco com a dupla no show de comemoração de 177 anos de sua cidade natal, Descalvado.
Ainda em 2009, foi convidado a cantar uma música ao lado de João Carreiro e Capataz, na gravação do DVD ao vivo da dupla na cidade de Maringá, Paraná.
O primeiro CD do cantor, intitulado Atmosfera, foi lançado em julho de 2011 pela Sony Music, com 15 faixas. Este CD é bem eclético e traz músicas nos estilos pop, romântico, balada e sertanejo. A música Atmosfera foi a 5ª mais tocada no carnaval de Salvador em 2012, onde Leo se apresentou no trio do grupo Jammil.
Sua música "Bara Bará Bere Berê", já foi popular no Brasil e Europa (especialmente na Bélgica e nos Países Baixos) por um longo tempo, gravada em fevereiro de 2012, foi lançada pela gravadora Sony Music Entertainment, junto com um videoclipe. Sua versão contém letras adicionais em português, escrito por ele e seu tio Silvio Rodrigues.
Em 2013 fez sucesso com o hit "Vai No Cavalinho", uma composição de Thales Hivo e Francisco Anderson. Com uma levada alegre, batidas bem marcadas e refrão fácil, ultrapassou o número de 1 milhão de visualizações com o videoclipe oficial. A canção integrou seu CD homônimo Leo Rodriguez, o terceiro de sua carreira que trouxe os singles "Ela É Top" e "Safadin", entre outras. Neste ano participou de um quadro de namoro no programa Eliana, no SBT.
Em 14 de setembro de 2014, Leo foi revelado como um dos dezessete participantes na estreia do reality show A Fazenda 7. Mas após 82 dias de confinamento, ao concorrer sua quarta roça com a ex-panicat Babi Rossi, acabou sendo o décimo terceiro eliminado do programa.

## Filmografia

### Televisão
| Ano  | Título                   | Papel        |
| ---- | ------------------------ | ------------ |
| 2013 | Namoro com Leo Rodriguez | Participante |
| 2014 | A Fazenda 7              | Participante |
| 2023 | A Grande Conquista 1     | Participante |

## Discografia

### Álbuns
- Atmosfera (2011)
- Leo Rodriguez: Amor Pra Vida Inteira (2011)
- Leo Rodriguez (2013)